# Иримичук, Дан
Дан Константин Иримичук (рум. Dan Constantin Irimiciuc, р. 9 мая 1949) — румынский фехтовальщик, призёр Олимпийских игр. Заслуженный мастер спорта Румынии (1974).

## Биография
Родился в 1949 году в Яссах.
В 1972 году принял участие в Олимпийских играх в Мюнхене, но не завоевал наград. В 1974 году завоевал серебряную медаль чемпионата мира. В 1975 году стал бронзовым призёром чемпионата мира. В 1976 году стал обладателем бронзовой медали Олимпийских игр в Монреале. В 1977 году вновь стал серебряным призёром чемпионата мира.